# Cees Schapendonk

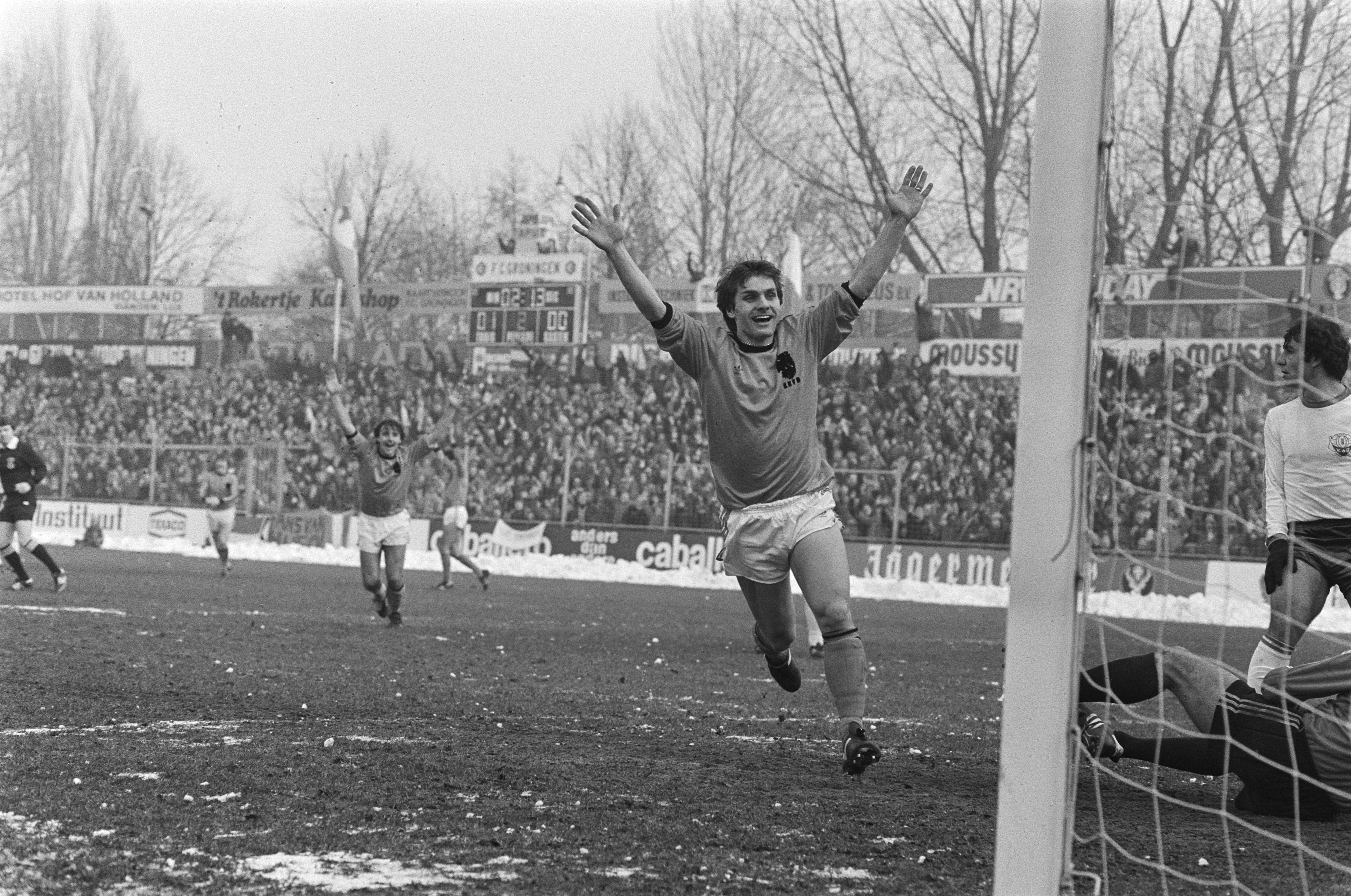
Cees Schapendonk op 22 februari 1981 in Groningen, Nederland-Cyprus 3-0.

Cees Schapendonk ('s-Hertogenbosch, 24 december 1955) is een voormalig Nederlands voetballer. De aanvaller speelde onder andere voor Eindhoven, MVV en KAA Gent en kwam één keer uit voor het Nederlands elftal.
Schapendonk was via amateurvereniging Concordia SVD bij de jeugd van Eindhoven terechtgekomen. Daar maakte hij zijn debuut in het betaald voetbal. Van 1975 tot 1977 kwam Eindhoven uit in de Eredivisie. In seizoen 1978/79 werd Schapendonk topscorer van de Eerste divisie, wat hem een transfer naar MVV opleverde. Voor deze club scoorde hij in drie seizoenen 52 doelpunten. In seizoen 1980/81 voerde hij lange tijd de topscorerslijst van de Eredivisie aan. Dit leverde hem een uitverkiezing voor het Nederlands elftal op. In een door zeven spelers van AZ'67 gedomineerd team maakte Schapendonk op 22 februari 1981 onder interim-bondscoach Rob Baan zijn interlanddebuut tegen Cyprus, waarbij hij één keer scoorde. Onder de nieuwe bondscoach Kees Rijvers werd Schapendonk niet meer opgeroepen, waardoor het bij deze ene interland bleef.
Met MVV degradeerde Schapendonk in seizoen 1981/82 naar de Eerste divisie. De speler vertrok daarop samen met ploeggenoot Søren Busk naar het Belgische KAA Gent. Hij speelde vier seizoenen in België. In 1984 won hij de beker van België. Vanaf augustus 1986 werd Schapendonk uitgeleend aan Excelsior. In oktober 1987 verkaste hij naar RKC, waarmee hij in 1988 naar de Eredivisie promoveerde. Vervolgens speelde hij nog enkele jaren voor NAC. In 1993 beëindigde hij zijn loopbaan en liet hij zich overschrijven naar de amateurvereniging BVV in zijn geboorteplaats 's-Hertogenbosch.